# The Kristet Utseende
The Kristet Utseende var ett svenskt punk-/metalband med rötterna i Gnarp.

## Biografi
The Kristet Utseende bildades av Jörgen Fahlberg och Jesper Forselius i början av 90-talet. Musiken var inspirerad av band som Misfits, Slayer och Metallica, även om dessa influenser började märkas tydligt (och aktivt refereras till) först när de lämnade lokalbandsstadiet, fick skivkontrakt hos västgötska skivbolaget Ägg Tapes & Records och började väcka uppmärksamhet på riksnivå. De tidiga demoinspelningarna präglas av ett odistat, konceptuellt pop-/country-/psykedeliasound som senare fick stå tillbaka för en tyngre, vassare attack i takt med att TKU blev mindre av satir och performance-idé och mer av ett band enligt gängse benämning. Lyriken rörde sig kring ämnen som droger, frikyrklighet, parafili och mysticism, inte sällan allt på en gång. Trummisen Jesper Forselius slutade i bandet efter inspelningen av deras tredje skiva "Djävulsvingar över kapellet".
Bandet hann med flera turnéer och att släppa tre fullängdsalbum samt en EP-skiva innan bandet lades ner efter en avskedsturné på våren och försommaren 1999 som avslutades med en konsert på Hultsfredsfestivalen. Spelningen filmades av SVT, men ingen information finns att tillgå huruvida den kommer att ges ut eller inte.
År 2005 återförenades bandet och spelade återigen på bl.a. Hultsfredsfestivalen, samt på Augustibuller, Piteå dansar och ler, Sundsvalls gatufest, Arvikafestivalen och på ett studentspex i Lund.
Den 25 maj 2006 släppte The Kristet Utseende sitt nya album "Sieg Hallelujah" på skivbolaget Black Lodge. Singeln "Inferno Pervers" gick upp på tredje plats på svenska singellistan. I december 2006 släpptes en mini-CD som heter "Under Kemiska Änglars Vingar", där titelspåret berörde medicineringen i den psykiatriska vården i Sverige.
P3 Live spelade in en konsert i Östersund som sändes den 21 september 2006.
Under 2007 släpptes en till mini-CD vid namn  Dragon City Skaters som spelades in till stöd för skateboardföreningen Drakstaden, vilken ackompanjerades av en musikvideo och en stödgala på rockklubben Pipeline i Sundsvall. Mini-CD:n innehöll en låt där bandet för första gången sjöng på engelska.
Bandet blev nominerade i Sundsvall Music Awards i början av 2008, vilket Janne Wiklund spekulerade i berodde på att de spelade "Röda Korset-metal" i och med att de gjorde välgörenhetsgig lite då och då.
Våren 2018 annonserade The Kristet Utseende på deras hemsida att de skulle göra sin sista spelning sommaren 2018 på festivalen Metallsvenskan den 15-16 juni 2018, men då festivalen ställdes in på grund av ekonomiska skäl skedde bandets sista spelning istället på Gefle Metal Festival Pre-party den 12 juli 2018. De tillkännagav även att de skulle "jobba hårt för en sista platta före eller efter slutdatum".

## Medlemmar
Nuvarande medlemmar
- Jörgen Fahlberg ("Pastor Fahlberg")  – sång, gitarr (1991–1999, 2005– )
- Michel Lansink ("The Slayer Lansink") – gitarr (1991–1999, 2005– )
- Janne Wiklund ("Diablo Groggmeister Wiklund") – basgitarr (1996–1999), gitarr (2005– )
- Magnus Bergström ("Dr. Bergström MD") – basgitarr (2005– )
- Erik Barthold ("Grudge Barthold") – trummor (2005– )

Tidigare medlemmar
- Jesper Forselius – trummor (1991–1999)
- Mikael Höglund – basgitarr (1991–1996)
- Peter Selin – trummor (1999)

## Diskografi
Studioalbum
- 1995 – Sug och fräls (återutgavs 1996)
- 1996 – Pang på pungen i Portugal (återutgavs 2013)
- 1998 – Djävulsvingar över kapellet
- 2006 – Sieg Hallelujah
- 2013 – Pervogenesis[2]

Livealbum
- 2007 – Frälsningsprocessens andliga Inferno (DVD+CD)

Mini-album
- 1996 – Transa i Transylvanien (7" vinyl EP)
- 2006 – Under kemiska änglars vingar

Singlar
- 2006 – "Inferno Pervers"
- 2007 – "Dragon City Skaters"

Samlingsalbum
- 2002 – Över dimmornas bro till Ankara
- 2012 – Frälsningsös Sextas- Psykosens Gudomliga Essens (2xCD box)